# Aeshna clepsydra
Aeshna clepsydra – gatunek ważki z rodziny żagnicowatych (Aeshnidae). Występuje na terenie Ameryki Północnej, Japonii i Syberii.

## Charakterystyka
- Wygląd zewnętrzny: Zarówno samce, jak i samice mają charakterystyczne i jednoznacznie ułożone paski na klatce piersiowej. Zazwyczaj przedni pasek jest głęboko nacięty i zakrzywiony u góry. Z kolei tylne paski są znacznie szersze. Pomiędzy nimi można zauważyć duże plamy;
- Siedlisko: w Wisconsin czasem występuje w płytkich zatokach dużych jezior, bagien i torfowisk z otwartymi wodami, jak również małych i czystych jezior;
- Sezon występowania: w Wisconsin występuje od połowy czerwca do połowy września, jednak za wzmożony okres występowania uznaje się sierpień[5].